# Beecher City
Beecher City – wieś w Stanach Zjednoczonych, w stanie Illinois, w hrabstwie Effingham.